# Ck510 SOFA Listening
『ck510 SOFA Listening』（シーケーゴーイチマル・ソファ・リスニング）は、後藤康二の1枚目のアルバム。

## 解説
元ZYYGのギタリスト、後藤によるソロ・デビュー作品。「夜明け」「Baby Tell Me Why」を除く全曲がZYYG、竹井詩織里を含むセルフ・カバー曲という構成になっている。

## 曲目
1. 夜明け
  - オムニバスアルバム「Guitar Monster Vol.1」収録。
2. Truth
  - 原曲：伊藤由奈
3. tell me your way
  - 原曲：倉木麻衣
4. CRYING MOON
  - 原曲：ZYYG
  - ベース：加藤直樹
5. at eighteen
  - 原曲：竹井詩織里
  - ドラム：山田亘（FENCE OF DEFENSE）
6. GO YOUR OWN WAY
  - 原曲：滴草由実
7. Baby Tell Me Why
  - ゲストボーカル：Maru
8. 晴れわたる空
  - 原曲：天雀
9. 追憶
  - 原曲：竹井詩織里
  - ベース：新津健二、ドラム：宇津本直紀
10. Sincerely Yours
  - 原曲：愛内里菜
11. Dreamer（ボーナストラック）
  - 原曲：ZYYG
  - ゲストボーカル：大野靖之

- 作詞：Maru(#7)、高山征輝(#11)
- 作曲：後藤康二(#ALL)